# Валтер Улбрихт
Валтер Улбрихт е германски политик от ГДР и деец на германското и международното комунистическо движение.

## Биография
Още като юноша взема участие в работническото движение. През 1912 г. става член на СДП, а през 1918 – на Съюза „Спартак“.
Участва в създаването на Германската комунистическа партия ГКП (1918). През 1923 г. е избран за член на ЦК, а след това – за секретар на ЦК на ГКП по организационните въпроси. От 1935 до 1943 г. е кандидат-член на Изпълкома на Коминтерна. От 1943 до 1945 г. е член на Националния комитет „Свободна Германия“.
Валтер Улбрихт е един от основателите на ГЕСП (1946). През 1949 – 1955 г. е заместник министър-председател на ГДР, от 1955 до 1960 г. е първи заместник министър-председател. През 1950 – 1953 г. е генерален секретар на ЦК на ГЕСП, а от юли 1953 г. – първи секретар на ЦК на ГЕСП. От 1960 г. едновременно е и председател на Държавния съвет на ГДР.
През 1971 подава оставка от всички заемани постове „по здравословни причини“. До края на живота си остава почетен председател на Германската единна социалистическа партия (ГЕСП). След оставката му ръководството на партията и държавата поема Ерих Хонекер.
Автор е на трудове за германското работническо движение и социалистическото строителство в ГДР.

## Награди
- Герой на труда на ГДР (1953, 1958, 1963)
- Орден „Карл Маркс“ (1953)
- Герой на Съветския съюз (1963)
- Орден „Ленин“
- Орден „Октомврийска революция“
- Орден „Отечествена война“ I степен
- Орден „Отечествена война“ II степен
- Орден „Дружба между народите“
- Орден „Огърлицата на Нил“ (1965)